# Josep Sánchez Galobardes
Josep Sánchez Galobardes (nacido el 8 de junio de 1976 en Tarrasa, Barcelona) es un jugador de hockey sobre hierba español. Disputó los Juegos Olímpicos de Sídney 2000 y los de  Atenas 2004 con España, obteniendo un noveno y  cuarto puesto, respectivamente.  

## Participaciones en Juegos Olímpicos
- Sídney 2000, puesto 9.
- Atenas 2004, puesto 4.